# What Do You Got?
What Do You Got? è un singolo dei Bon Jovi, scritto da Jon Bon Jovi, Richie Sambora e Brett James e prodotto da Howard Benson insieme agli stessi Jon Bon Jovi e Richie Sambora. Il brano è stato pubblicato nel 2010 come primo estratto dalla seconda raccolta della band, Greatest Hits.

## Il brano
La canzone è uno dei quattro inediti nel doppio album Greatest Hits - The Ultimate Collection, pubblicato negli Stati Uniti il 9 novembre 2010, alcuni giorni dopo rispetto al resto del mondo.
Si tratta di una power ballad rock, nella quale ci si interroga sul senso della vita senza amore.

## Tracce

### Download digitale
1. What Do You Got? – 3:47 (Jon Bon Jovi, Richie Sambora, Brett James)

### CD singolo (Germania)
1. What Do You Got? – 3:46 (Jon Bon Jovi, Richie Sambora, Brett James)
2. Wanted Dead or Alive – 7:09 (Jon Bon Jovi, Richie Sambora) – Live from New Meadowlands Stadium

### CD maxi (Germania)
1. What Do You Got? – 3:46 (Jon Bon Jovi, Richie Sambora, Brett James)
2. Livin' on a Prayer – 7:21 (Jon Bon Jovi, Richie Sambora, Desmond Child) – Live from New Meadowlands Stadium
3. Born to Be My Baby – 5:16 (Jon Bon Jovi, Richie Sambora, Desmond Child) – Live from New Meadowlands Stadium
4. What Do You Got? – 3:52 (Jon Bon Jovi, Richie Sambora, Brett James) – Video musicale

## Pubblicazione
La canzone è stata resa disponibile sul sito web della band a partire dal 27 agosto 2010 ed ha fatto il suo esordio nelle radio statunitensi il giorno stesso.
In Italia, il singolo è entrato in rotazione radiofonica a partire dal 10 settembre 2010 ed è stato pubblicato in versione digitale il 21 settembre dello stesso anno, in contemporanea con gli Stati Uniti ed il resto del mondo.
Il 22 ottobre 2010 il singolo è stato pubblicato in Germania anche in formato Compact Disc.

## Videoclip
Il video del brano, diretto dal regista Wayne Isham, è disponibile sia in una versione tradizionale, sia in una versione 3D: si tratta del primo videoclip della band ad essere stato girato con tale tecnologia.

## Classifiche
| Classifica (2010) | Posizione massima |
| ----------------- | ----------------- |
| Austria           | 30                |
| Canada            | 23                |
| Germania          | 23                |

## Formazione
- Jon Bon Jovi: voce
- Richie Sambora: chitarre, cori
- David Bryan: tastiere
- Tico Torres: batteria, percussioni